# Druga szansa (polski serial telewizyjny)
Druga szansa – polski serial obyczajowy emitowany na antenie TVN oraz udostępniany na platformie VOD Player od 15 lutego 2016 do 14 maja 2018.
Serial nominowany był do Telekamer 2017 w kategorii Serial.
W kwietniu 2018 telewizja TVN zapowiedziała, że piąta seria serialu będzie ostatnią.

## Fabuła
Monika (Małgorzata Kożuchowska) jest producentką filmową i agentką gwiazd. Wraz ze swoim narzeczonym, Jakubem (Rafał Królikowski), prowadzi agencję „ZEIT Studio”. Życie bohaterki drastycznie się zmienia podczas powrotu ze spotkania biznesowego, kiedy zostaje zatrzymana przez policję pod zarzutem posiadania i handlu substancjami psychoaktywnymi. W jej samochodzie zostaje znaleziona dziwna paczka, która była prezentem urodzinowym. Monice udaje się wyjść dzięki kaucji, ale nie uświadamia sobie, że to jeszcze nie koniec kłopotów.
Postanawia pomóc jej siostra Lidka (Maja Ostaszewska). W szpitalu, w którym odbywa karę poznaje Marcina (Bartłomiej Świderski), z którym przez długi okres jest w związku. Wracając z podróży spotyka Adama (Bartłomiej Topa), z którym popada w romans. Adam, będąc pod wpływem alkoholu, bije główną bohaterkę, czego konsekwencją jest zerwanie znajomości. Monika wkrótce dowiaduje się o tym, że jest w ciąży. Ojcem okazuje się być Adam. W trudnych chwilach ogromnym wsparciem dla Boreckiej jest Marcin. Wówczas Borecka rodzi córkę, Basię.
Gdy Monika wraca do pracy, jej nowym asystentem zostaje Jacek Wroński (Mateusz Banasiuk), który chce przejąć jej posadę. Podczas wspólnej podróży do Berlina mężczyzna wyjawia, że niszczy jej życie. Po dramatycznej walce w samochodzie z przestępcą Borecka ucieka do ukrycia. Aby uratować bohaterkę zjawiają się Adam i Marcin, który ginie po zranieniu łomem przez Jacka. Zabójca zostaje zatrzymany przez policję.
Rok po śmierci Marcina Monika próbuje ułożyć sobie życie na nowo, w czym pomagają jej przyjaciele. Pewnego dnia Borecka zauważa dziewczynkę, Zosię (Maja Kwaśny), która zarabia pieniądze, tańcząc. Podąża jej śladem i trafia do "Bazy", świetlicy prowadzonej przez zbuntowanego społecznika Piotra Marczaka (Michał Żurawski), któremu postanawia pomóc. Kiedy organizuje akcję charytatywną, na jaw wychodzą tajemnice z przeszłości Piotra. Po jakimś czasie okazuje się, że komuś zależy na zniszczeniu "Bazy:. Piotr i Monika za wszelką cenę bronią świetlicy, a Borys (Radosław Pazura) pomaga im w śledztwie.
Borecka postanawia rozpocząć procedurę adopcyjną Zosi. Jako osoba samotna, ma małe szanse, jednak okazuje się, że małżeństwo, które pierwotnie chciało adoptować Zosię, rezygnuje. Podczas koncertu Borecka mówi o wszystkim Piotrowi. Ten proponuje Monice, żeby za niego wyszła. Ekscytację kochanków przerywa telefon. Do Piotra dzwoni funkcjonariusz Interpolu i przesyła mu zdjęcia jego żony. Marczak jest zszokowany.
Kilka tygodni później Piotr oświadcza się Monice, licząc na szybkie unieważnienie jego pierwszego małżeństwa. Pełni nadziei planują swoją przyszłość, w tym wspólną adopcję Zośki. Piotr z Moniką odbywają kolejną rozmowę w ośrodku adopcyjnym. Dowiadują się, że od adopcji Zośki dzieli ich już tylko jedno, to, że nie są małżeństwem. Piotr optymistycznie zapewnia, że to się rozwiąże w ciągu kilkunastu najbliższych dni. Wkrótce dostaje telefon od Borysa, w którym policjant informuje Marczaka o sprowadzeniu jego żony Marty (Agnieszka Żulewska) do Polski. Sprawa się komplikuje.
Monika rozpoczyna również nowy rozdział w swoim zawodowym życiu. Zostaje redaktorem naczelnym nowego magazynu dla kobiet „Sobą być”. Okazuje się jednak, że na Monikę wcale nikt nie czeka z otwartymi ramionami. Jej nowy szef Robert (Marcin Bosak) przedstawia ją zespołowi, który jest do niej bardzo negatywnie nastawiony. Szczególnie jedna z dziennikarek Aniela (Aleksandra Popławska) od początku okazuje Monice jawną wrogość. Borecka liczy, że impreza z okazji 10-lecia powstania wydawnictwa okaże się przełomem w trudnych relacjach z zespołem, jednak ta noc okazuje się dla Moniki tragiczna. Po dosypaniu do drinka narkotyku, zostaje zgwałcona. Zaczyna własne śledztwo, którego wynikiem jest znalezienie sprawcy - Marka (Jacek Poniedziałek), który zostaje skazany. 
Jakiś czas później Monika wychodzi za mąż za Piotra.

## Obsada

### Główna
| Aktor                   | Rola             | Status                |
| ----------------------- | ---------------- | --------------------- |
| Małgorzata Kożuchowska  | Monika Borecka   | 2016–2018 (serie 1–5) |
| Rafał Królikowski       | Jakub Zeit       | 2016–2018 (serie 1–5) |
| Magdalena Boczarska     | Sara Daymer      | 2016–2018 (serie 1–5) |
| Bartłomiej Topa         | Adam Swensson    | 2016–2018 (serie 2–5) |
| Wojciech Mecwaldowski   | Grzegorz Rak     | 2016–2018 (serie 1–5) |
| Michał Żurawski         | Piotr Marczak    | 2017–2018 (serie 4–5) |
| Katarzyna Herman        | Anna Starczyńska | 2016–2018 (serie 1–5) |
| Maciej Musiałowski      | Ksawery Kryński  | 2016–2018 (serie 1–5) |
| Magdalena Berus         | Justyna Iwaniuk  | 2016–2018 (serie 1–5) |
| Małgorzata Zajączkowska | Nina Iwaniuk     | 2016–2017 (serie 1–4) |
| Magdalena Różczka       | Kaśka            | 2017–2018 (serie 4–5) |
| Bartłomiej Świderski    | Marcin Kryński   | 2016–2017 (serie 1–3) |
| Maja Ostaszewska        | Lidka Borecka    | 2016–2017 (serie 1–3) |
| Tamara Arciuch          | Kinga Kryńska    | 2016 (serie 1–2)      |

### Drugoplanowa
| Aktor                      | Rola                                        | Status                   |
| -------------------------- | ------------------------------------------- | ------------------------ |
| Monika Mariotti            | Ola Bajewicz                                | 2016–2018 (serie 1–5)    |
| Cezary Kosiński            | Artur Małecki                               | 2016–2018 (serie 1–5)    |
| Kazimierz Kaczor           | Zygmunt Borecki                             | 2016–2018 (serie 1–5)    |
| Małgorzata Niemirska       | Stanisława Borecka                          | 2016–2018 (serie 1–5)    |
| Zdzisław Wardejn           | Michał Kryński                              | 2016–2018 (serie 1–5)    |
| Jacek Braciak              | Ryszard Augustyniak                         | 2016–2018 (serie 1–5)    |
| Krystyna Tkacz             | Jadwiga Frontczak                           | 2016–2018 (serie 1–5)    |
| Agnieszka Judycka          | Alina                                       | 2016–2017 (serie 1–2, 4) |
| Alan Włodarski             | Brandon                                     | 2017–2018 (serie 3–5)    |
| Cezary Żak                 | Henryk Zieliński                            | 2016–2018 (serie 2–5)    |
| Radosław Pazura            | Borys Kozłowski                             | 2017–2018 (serie 3–5)    |
| Paweł Królikowski          | Dariusz Zubek                               | 2017 (serie 3–4)         |
| Aleksandra Popławska       | Aniela                                      | 2018 (seria 5)           |
| Agnieszka Żulewska         | Marta                                       | 2018 (seria 5)           |
| Marcin Bosak               | Robert                                      | 2018 (seria 5)           |
| Jacek Poniedziałek         | Marek                                       | 2018 (seria 5)           |
| Karolina Gorczyca          | Kornelia                                    | 2018 (seria 5)           |
| Kamilla Baar-Kochańska     | Urszula Lipińska                            | 2018 (seria 5)           |
| Bartosz Porczyk            | Błażej                                      | 2018 (seria 5)           |
| Agnieszka Wielgosz         | Karolina                                    | 2018 (seria 5)           |
| Agata Obłąkowska           | Agnieszka                                   | 2018 (seria 5)           |
| Paulina Gałązka            | Iza                                         | 2018 (seria 5)           |
| Jakub Głukowski            | Patryk                                      | 2018 (seria 5)           |
| Marieta Żukowska           | Jagoda                                      | 2017 (serie 3–4)         |
| Marcin Perchuć             | Keller – ojciec Filipa                      | 2017 (seria 4)           |
| Janusz Chabior             | Marek Szczepański, ojciec Justyny           | 2017 (seria 4)           |
| Justyna Wasilewska         | Szara                                       | 2017 (seria 4)           |
| Wiktoria Gorodeckaja       | Polina                                      | 2017–2018 (serie 4–5)    |
| Maja Kwaśny                | Zosia                                       | 2017–2018 (serie 4–5)    |
| Joanna Opozda              | Weronika                                    | 2017 (seria 4)           |
| Piotr Głowacki             | reżyser reality show „Sara Daymer intymnie” | 2017 (seria 4)           |
| Magdalena Kuta             | Ewelina, siostra Niny                       | 2017 (seria 4)           |
| Magdalena Turczeniewicz    | Mokrzycka                                   | 2017 (seria 4)           |
| Andrzej Deskur             | Mokrzycki                                   | 2017 (seria 4)           |
| Mateusz Banasiuk           | Jacek Wroński                               | 2017 (seria 3)           |
| Paweł Domagała             | Igor Szot                                   | 2016–2017 (serie 1–3)    |
| Ewa Cecherz                | Kalinka Rak                                 | 2016–2017 (serie 1–3)    |
| Maksymilian Balcerowski    | Jaś Rak                                     | 2016–2017 (serie 1–3)    |
| Bartosz Opania             | Maciej Leonetti                             | 2017 (seria 3)           |
| Dorota Garstka             | Basia Borecka                               | 2017 (seria 3)           |
| Paulina Kapciak            | Basia Borecka                               | 2017 (seria 3)           |
| Wiktoria Pyzel             | Basia Borecka                               | 2017 (seria 3)           |
| Ewa Kasprzyk               | ona sama                                    | 2016 (seria 1)           |
| Karolina Korwin Piotrowska | ona sama                                    | 2016 (seria 1)           |
| Zbigniew Suszyński         | właściciel klubu „Raban”                    | 2016 (seria 1)           |
| Krzysztof Dracz            | adwokat Moniki                              | 2016 (seria 1)           |
| Olga Omeljaniec            | Klaudia                                     | 2016 (seria 1)           |
| Kamil Studnicki            | Dominik                                     | 2016 (seria 1)           |
| Sławomir Holland           | sędzia                                      | 2016 (seria 1)           |
| Dagmara Bąk                | policjantka                                 | 2016 (seria 1)           |
| Marek Kasprzyk             | policjant                                   | 2016 (seria 1)           |
| Mirosław Haniszewski       | reżyser                                     | 2016 (seria 1)           |
| Andrzej Blumenfeld         | ordynator                                   | 2016 (serie 1–2)         |
| Hubert Urbański            | Ryszard Hein                                | 2016 (seria 2)           |
| Katarzyna Klich            | ona sama                                    | 2016 (seria 2)           |
| Henryk Gołębiewski         | Bronek                                      | 2016 (serie 1–2)         |
| Jan Wieczorkowski          | Modest                                      | 2016 (seria 2)           |
| Bartosz Obuchowicz         | Dipol                                       | 2016 (seria 2)           |
| Magdalena Szczodrowska     | Basia Borecka                               | 2017 (seria 4)           |
| Natalia Szczodrowska       | Basia Borecka                               | 2017 (seria 4)           |
| Helena Wiśniewska          | Basia Borecka                               | 2017 (seria 4)           |
| Katarzyna Nosowska         | ona sama                                    | 2018 (seria 5)           |
| Igor Michalski             | ojciec Sary                                 | 2016–2017 (serie 2–4)    |
| Małgorzata Pieńkowska      | matka Sary                                  | 2016–2017 (serie 2–4)    |
| Jan Wojciechowski          | Dominik Daymer                              | 2016–2017 (serie 2–4)    |
| Mikołaj Roznerski          | Kamil Maj                                   | 2016–2017 (serie 2–4)    |
| Iwo Wiciński               | Filip                                       | 2017–2018 (serie 4–5)    |
| Mia Starosz                | Basia Borecka                               | 2018 (seria 5)           |
| Nadia Korda                | Basia Borecka                               | 2018 (seria 5)           |

## Spis serii
| Seria             | Seria             | Sezon             | Odcinki           | Premiera serii   | Finał serii       | Pora emisji                         | Średnia oglądalność                 |
| ----------------- | ----------------- | ----------------- | ----------------- | ---------------- | ----------------- | ----------------------------------- | ----------------------------------- |
|                   | 1.                | wiosna 2016       | 1–13 (13)         | 15 lutego 2016   | 16 maja 2016      | poniedziałek 21:30                  | 2 054 065                           |
|                   | 2.                | jesień 2016       | 14–26 (13)        | 5 września 2016  | 28 listopada 2016 | poniedziałek 21:30                  | 1 722 195                           |
|                   | 3.                | wiosna 2017       | 27–39 (13)        | 13 lutego 2017   | 22 maja 2017      | poniedziałek 21:30                  | 1 862 335                           |
|                   | 4.                | jesień 2017       | 40–52 (13)        | 11 września 2017 | 4 grudnia 2017    | poniedziałek 21:30                  | 1 730 146                           |
|                   | 5.                | wiosna 2018       | 53–62 (10)        | 5 marca 2018     | 14 maja 2018      | poniedziałek 21:30                  | 1 577 706                           |
| Odcinek specjalny | Odcinek specjalny | Odcinek specjalny | Odcinek specjalny | 20 maja 2018     | 20 maja 2018      | Dostępny tylko w serwisie Player.pl | Dostępny tylko w serwisie Player.pl |

## Oglądalność
Każdy odcinek pierwszej serii Drugiej szansy obejrzało średnio 2 054 065 mln widzów (na podstawie danych AGB Nielsen Media Research).
Oglądalność drugiej serii wyniosła średnio 1 722 195 mln widzów. Obyczajowa produkcja miała bardzo dobre wyniki oglądalności w serwisie Player.pl. Wszystkie 13 odcinków drugiej serii miało łącznie dotychczas ponad 6 mln wyświetleń. Trzecią serię oglądało średnio 1,86 mln osób. TVN w czasie jego emisji był liderem rynku telewizyjnego, a wpływy z reklam wyniosły 18,82 mln zł. Serial był również hitem w Player.pl.
Trzy pierwsze odcinki czwartej serii oglądało średnio 1,71 mln osób, o 80 tys. więcej niż drugą serię.